# Ямато-Такада
Ямато-Такада (яп. 大和高田市, やまとたかだし, ямато-такада сі ) — місто в Японії, у північно-західній частині префектури Нара.
Засноване 1 січня 1948 року шляхом надання статусу міста містечку Такада. Через наявність в Японії ряду міст з такою назвою, було вирішено додати власну назву «Ямато», що уточнювала місцезнаходження нового населеного пункту.
Ямато-Такада виникло на основі прихрамового містечка Такада біля буддистського монастиря Сенрюдзі. У період Едо (1603 — 1867) воно було одним з великих комерційних центрів провінції Ямато.
Основу економіки Ямато-Такади складає сільське господарство і текстильна промисловість, зокрема виготовлення традиційних бавовняних тканин.